# 가시꽃
《가시꽃》은 2013년 2월 4일부터 2013년 8월 1일까지 방영된 JTBC 일일 드라마이다.

## 기획 의도
성폭행과 가족의 죽음, 사랑하는 남자의 배신을 경험한 한 여자가 미국으로 건너가 8년 뒤 제니퍼 다이어라는 이름으로 귀국해 거대한 기업과 권력가들을 상대로 복수극을 벌이는 하드코어 풍 복수극

## 등장 인물

### 주요 인물
- 장신영 : 전세미 역(제니퍼 다이어 역 → 최서현 역)
- 강경준 : 강혁민 역
- 김사희 : 강지민 역
- 서도영 : 박남준 역

### 전세미 가족
- 강신일 : 전인철 역
- 김청 : 홍지수 역

### 강혁민 가족
- 김병춘 : 강주철 역
- 차화연 : 민여사 역
- 김권 : 강성민 역

### 강지민 가족
- 최우석 : 유제준 역
- 김수현 : 유예지 역

### 박남준 가족
- 김지영 : 파주댁 역
- 이덕희 : 이진숙 역
- 유아미 : 박선영 역
- 박진주 : 박남희 역

### 천수지 가족
- 정지윤 : 천수지 역
- 김경숙 : 현여사 역

### 백서원 가족
- 이원석 : 백서원 역
- 안석환 : 백두진 역

### 그 외 인물
- 이철민 : 김백춘 역
- 김영배 : 서형사 역
- 정성훈 : 비서 역
- 신윤정

## 시청률
- 첫 회 시청률은 0.6%이다.
- 2월 7일과 12일 그리고 20일에는 각각 1.7%, 1.17%, 2.102%를 기록하며 상승세를 이었다.
- WBC 중계로 시청률이 1% 초반으로 떨어졌으나 46회에서 2.357%를 기록하며 2%대를 유지하였다.
- 105회에서는 자체 최고 시청률인 2.547%를 기록했다.

## 같이 보기
- 힘내요 미스터 김
- 지성이면 감천 (KBS1)
- 오자룡이 간다
- 오로라 공주 (MBC)
- 가족의 탄생
- 못난이 주의보(SBS)